# Tengene kyrka
Tengene kyrka är en kyrkobyggnad i Tengene församling i Skara stift. Den ligger invid ett gammalt vadställe vid Nossan i Grästorps kommun.

## Kyrkobyggnaden
Byggnaden är av sten och av medeltida ursprung. Det nuvarande utseendet är resultatet av flera om- och tillbyggnader. År 1708 utvidgades långhuset åt väster och 1798 tillkom det fullbreda rundade koret, en sakristia i norr och ett vapenhus i väster. Vid den stora ombyggnaden 1915 revs vapenhuset och ersattes av ett kyrktorn.
Interiören är nyklassicistisk. Brädvalvet dekorerades 1822 av C. F. Kunckell. Inredningen har tillkommit vid olika tidpunkter.

## Klockstapel och klockor
Öster om kyrkan står en klockstapel. Där hänger en lillklocka som är av samma typ som den i Saleby kyrka och saknar inskrift.

## Inventarier
- Altaruppsatsen är ett barockarbete från 1742.
- Predikstolen från 1600-talet fanns från början i Skara domkyrka. Den köptes in 1721 för 30 daler silvermynt.
- Dopfunten och tre träfigurer härstammar från medeltiden.

### Orgel
- 1877 flyttade Johan Anders Johansson en orgel hit från Svarttorps kyrka. Den var byggd 1763 av Jonas Wistenius, Linköping med 6 stämmor. Fasaden ljudande.
- 1915 byggde Nordfors & Co, Lidköping en mekanisk orgel med 7 stämmor. Den utökades 1960 av samma firma. Fasaden och de ljudande fasadpiporna härstammar från 1763 års orgel. Ryggpositivets fasad är från 1960.[2]

| Huvudverk II  | Ryggpositiv I  | Pedal         | Koppel |
| Rörflöjt 8´   | Gedackt 8´     | Subbas 16´    | I/P    |
| Principal 4´  | Gemshorn 4´    | Oktavbas 8´   | II/P   |
| Praestant 4´  | Principal 2´   | Kvintadena 4´ | II/I   |
| Hålflöjt 4´   | Scharf 2 chor' | Nachthorn 2´  |        |
| Waldflöjt 2'  | Skalmeja 8'    |               |        |
| Nasat 1 1/3'  | Tremulant      |               |        |
| Mixtur 3 chor |                |               |        |